# Microsoft Office versión X para Mac
Microsoft Office X, también conocido como Microsoft Office versión X para Mac, fue lanzado en 2001 y desarrollado por Microsoft. Fue la primera versión para Mac OS X, equivalente a Microsoft Office XP para Windows y fue la última versión en incluir Internet Explorer para Mac. Sucedió a Microsoft Office 2001 y fue reemplazada por Microsoft Office 2004.

## Programas
- Microsoft Word X
- Microsoft PowerPoint X
- Microsoft Excel X
- Microsoft Entourage X
- MSN Messenger X
- Microsoft Internet Explorer para Mac X
- Windows Media Player 9 para Mac

## Requisitos
- G3, G4, G5, (o Intel bajo procesador Rosetta) Mac OS X compatible o más rápido.
- Mac OS X versión 10.1 - 10.6.8, no valen 10.7 y 10.8
- 128 MB de RAM
- 196 MB de espacio disponible en disco duro para una instalación por defecto

### Microsoft Office para Mac
- Microsoft Office 98 Macintosh Edition
- Microsoft Office 2004 para Mac
- Microsoft Office 2008 para Mac
- Microsoft Office 2011 para Mac
- Microsoft Office 2014 para Mac

### Microsoft Office para Windows
- Microsoft Office 95
- Microsoft Office 97
- Microsoft Office 2000
- Microsoft Office XP
- Microsoft Office 2003
- Microsoft Office 2007
- Microsoft Office 2010
- Microsoft Office 2013

- Datos: Q5240488